# Comercio de libros antiguos en los Estados Unidos
El comercio de libros antiguos en los Estados Unidos (en inglés, Antiquarian book trade in the United States) es un aspecto de la recopilación y publicación de libros. El término anticuario se refiere a las antigüedades y artículos de colección generalmente considerado antiguos y raros, por lo que no se suele entender que se limita solamente a libros. La palabra antiguos también podría ser utilizado para describir a una persona que colecciona libros raros u otros objetos antiguos.
Dos figuras clave que han escrito en gran medida de los EE. UU. el comercio de libros antiguos son específicamente Leona Rostenberg (1908-2005) y Madeleine B. Stern (1912-2007), ambos de los cuales también estuvieron en el negocio de la recolección y venta de libros raros. Otras historias de haber cubierto el tema incluyen Isaiah Thomas, quien escribió en 1810, History of printing in America; Henry Walcott Boynton’s Annals of American Bookselling, 1638-1850, first published in 1932; Hellmut Lehmann-Haupt’s The Book in America: A History of the Making, the Selling, and the Collecting of Books in the United States (1939).
El libro anticuario tiene raíces en la América Colonial, y pueden ser considerados en el estudio de la historia de América y la literatura, la cultura de impresión, y libro de historia. Ferias de libros antiguos han sido durante mucho tiempo un aspecto importante del comercio. Hoy en día, la Antiquarian Booksellers' Association of America (ABAA) es la principal organización del comercio de los Estados Unidos. Otras organizaciones son la Society for the History of Authorship, Reading and Publishing (SHARP). La Rare Book School en la Universidad de Virginia es la principal institución para aquellos que buscan una educación avanzada en el campo.
- Datos: Q4775159
- Multimedia: Second-hand bookshops in the United States / Q4775159